# Louis-Rémy Robert
Pour les articles homonymes, voir Robert.
Louis-Rémy Robert, né le 3 octobre 1810 à Paris et mort le 13 janvier 1882 à Sèvres, est peintre, administrateur de la manufacture de Sèvres, et pionnier français de la photographie.

## Famille
Louis-Rémy Robert est né le 3 octobre 1810 au 5 rue des Petites Écuries à Paris.
Son père est Pierre Rémy Barthélemy Robert, né le 19 septembre 1783 à la manufacture de porcelaine de Chantilly, mort en 1832 (à 48 ans), chef de l'atelier de peinture sur verre de la manufacture de porcelaine de Sèvres. 

Sa mère est Anne Caroline Olive Marnette Demarne (née entre 1788 et 1788 à Paris, morte le 15 avril 1830 à la manufacture de Sèvres), fille du peintre et graveur Jean-Louis de Marne (1752-1829) qui expose régulièrement au Salon.
Le 21 octobre 1833 il épouse Aglaé Marie Riocreux (1815-), dont le père est Denis Désiré Riocreux, peintre de la manufacture de Sèvres, directeur de ses collections de céramique et le premier conservateur du musée de la manufacture. Le frère d'Aglaé est Alfred Riocreux, peintre, né le 8 janvier 1820 dans la manufacture même.

## Biographie
Élève de Jules Coignet[réf. nécessaire], il délaisse rapidement la peinture d'art après avoir ponctuellement exposé au Salon un vitrail et quelques pastels entre 1840 à 1850.[réf. nécessaire]
Il entre en 1833 à la manufacture de Sèvres comme « chimiste de la peinture sur verre » et y exerce son talent de peintre sur glace et sur porcelaine. Chef des ateliers de peinture sur verre dès 1838, il succède à son père Pierre-Rémy Robert (lui-même ancien artiste peintre) comme directeur de l'ensemble des ateliers de peinture en 1847[réf. nécessaire], avant de prendre la suite de Henri Victor Regnault en qualité d'administrateur de la manufacture de 1871 à 1879.
Louis-Rémy Robert est un des tout premiers calotypistes français. Il semble qu'il a été initié à la photographie par Regnault, qui était alors son supérieur à Sèvres. Devenu membre de la Société française de photographie dès 1855, il le reste jusqu'à sa mort.
Il est nommé chevalier de la Légion d'honneur en 1847, puis promu officier en 1876, sa décoration lui étant remise à Sèvres par le Président de la République.

## Œuvre

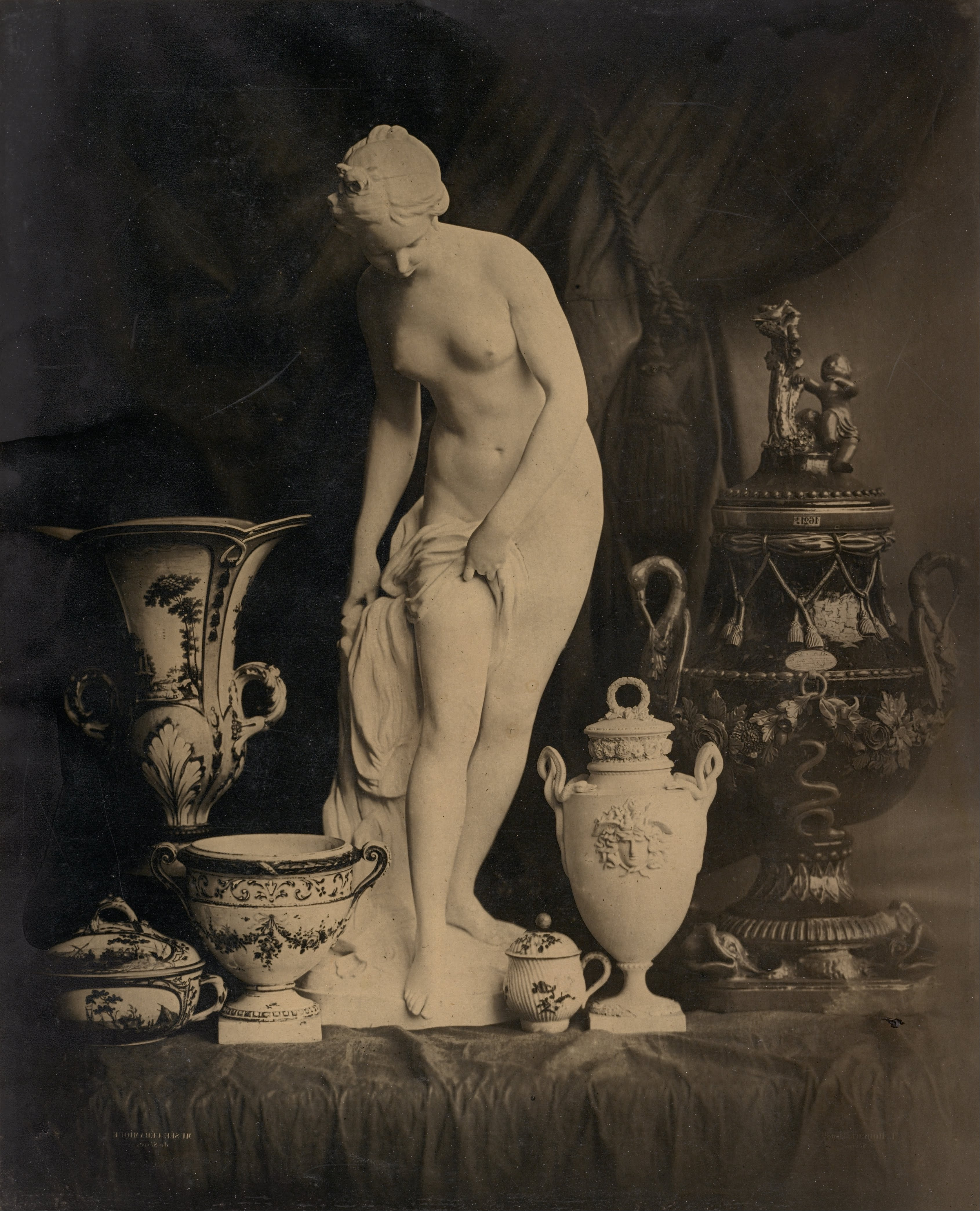
Nature morte avec buste et vases, Getty Center

Sa production photographique se compose essentiellement de paysages, de natures mortes et de nombreuses reproductions de porcelaines. Influencé par sa formation et son métier, le soin artistique avec lequel ses clichés sont réalisés témoigne de sa recherche d'une esthétique picturale.
Il publie en 1853 des vues des jardins du château de Versailles et du parc de Saint-Cloud. Il exécute des photographies des pièces de porcelaine présentées par la manufacture de Sèvres lors de l’exposition universelle de 1855.[réf. nécessaire]
Plusieurs recueils de ses images sont conservés à la Bibliothèque nationale de France, dont certaines en provenance de la collection d'Achille Devéria. Un de ses clichés au moins appartient à l'École nationale des ponts et chaussées. Une quinzaine de photographies originales, dont quelques portraits de ses proches, sont la propriété du Metropolitan Museum of Art.

## Marché de l'art
Entre 1852 et 1853 Louis-Rémy Robert voyage en Bretagne et en rapporte une série de calotypes qui servent de base à des lithographies réalisées par son gendre Émile van Marcke pour l'illustration d'un atlas publié en 1855.
Le Musée de Bretagne à Rennes (Ille-et-Vilaine) acquiert, lors d'une vente aux enchères à l'Hôtel des Ventes Drouot, le 20 novembre 2020, sept négatifs et un positif, pour un montant de 33 000 euros.